# Rościszewscy herbu Junosza

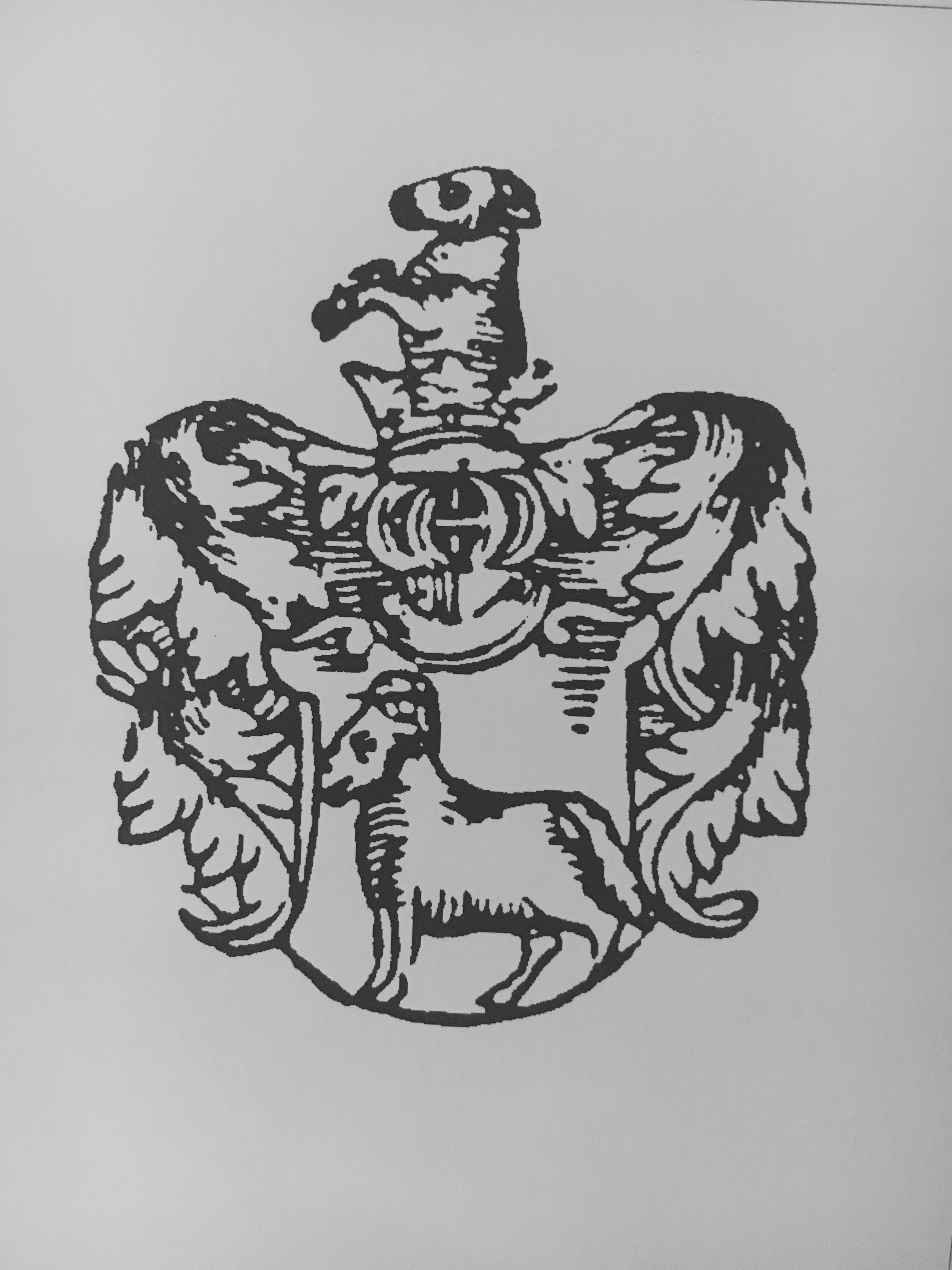
Herb Junosza wg Jana Długosza

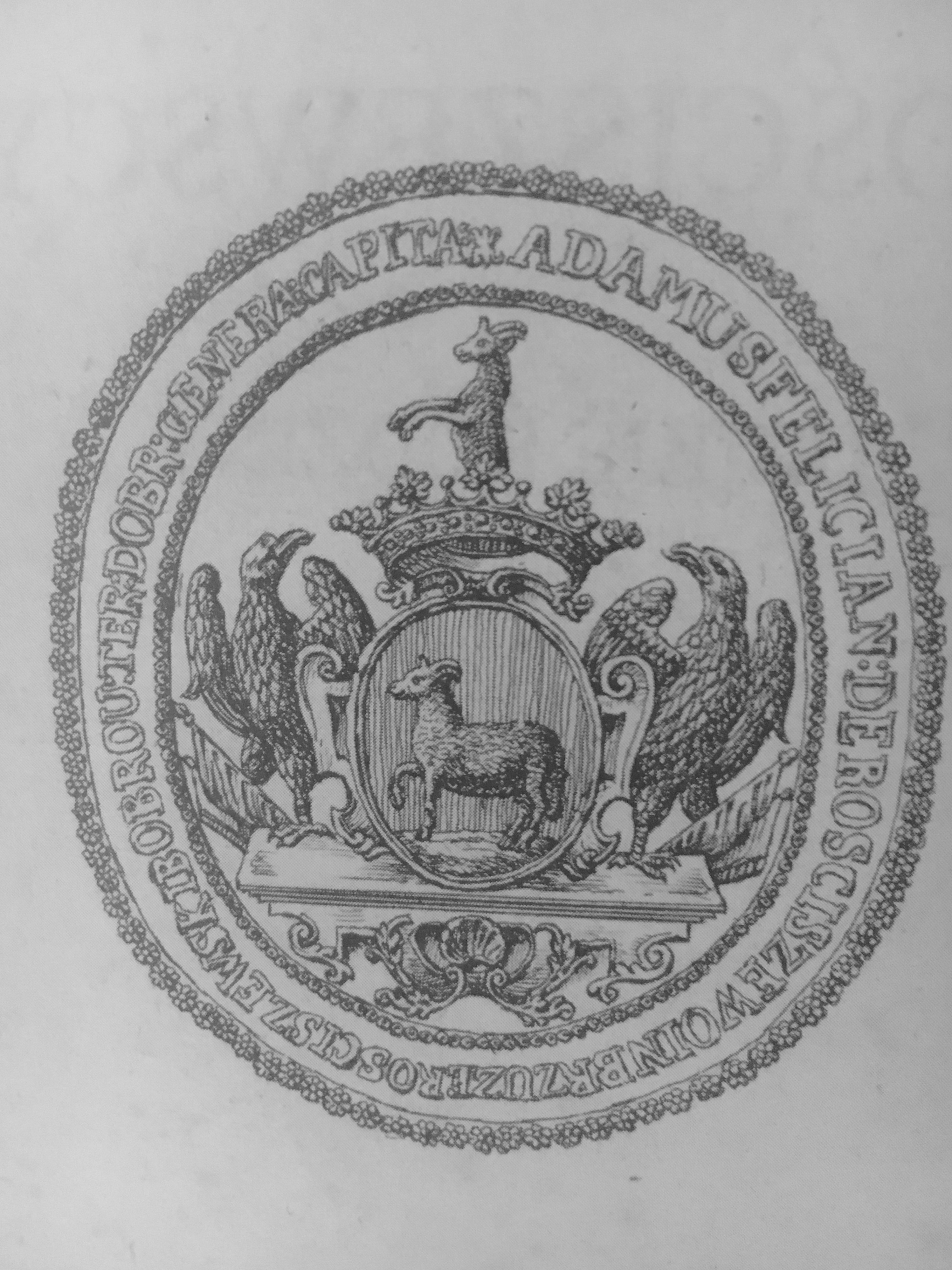
Miedzioryt herbu Adama Felicjana Rościszewskiego

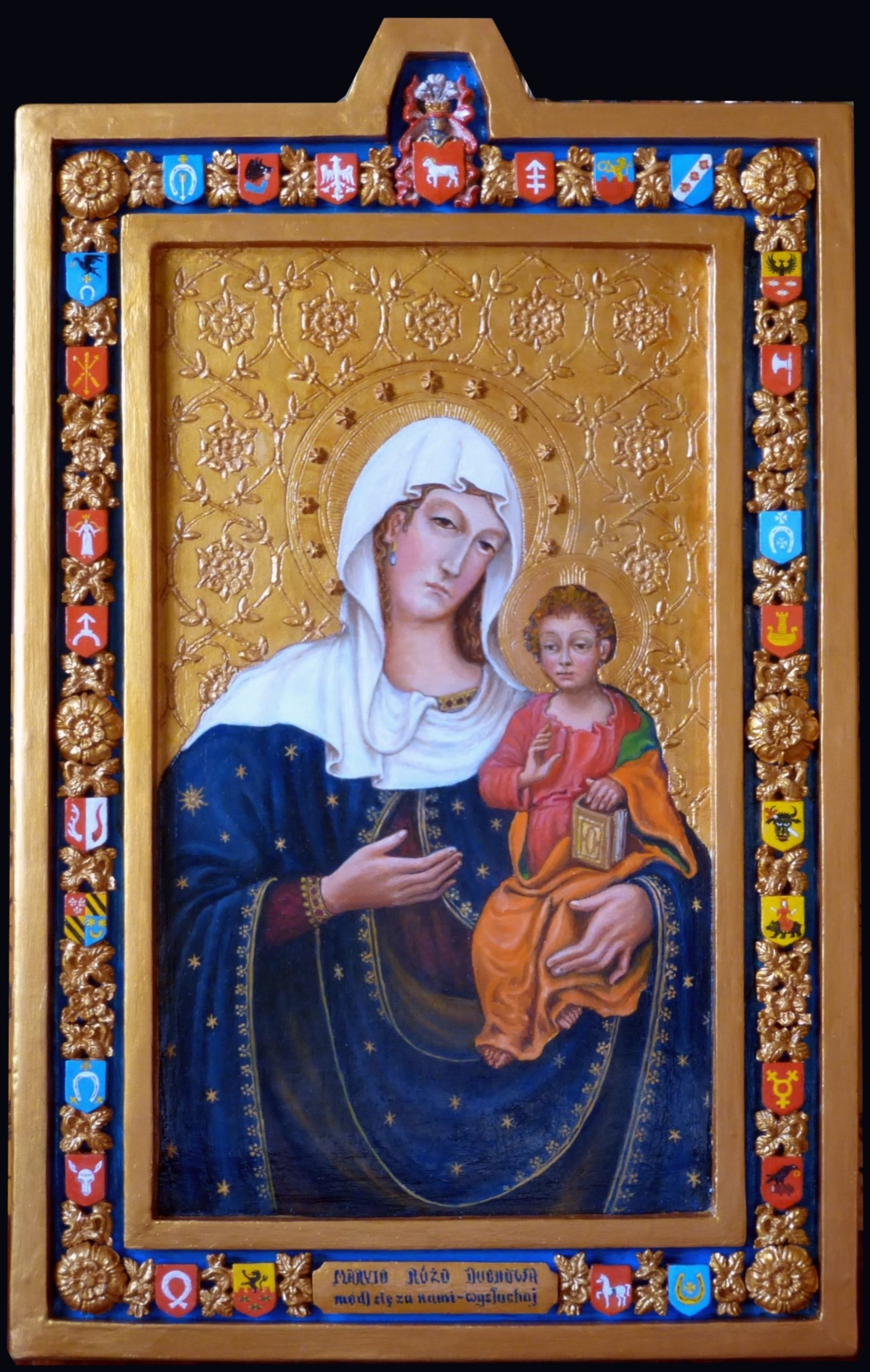
Wizerunek N.M.P. „Róży Duchowej” z kościoła pw. św. Józefa w Rościszewie

Rościszewscy herbu Junosza – rodzina rycerska, obecna na Mazowszu co najmniej od II poł. XIII wieku.

## Historia rodu
Według prof. Janusza Bieniaka Rościszewscy swój początek biorą od Ziemaka h. Junosza, kasztelana ciechanowskiego (1295), w latach 1304–1305 wojewody płockiego i mazowieckiego, który był protoplastą innych rodzin mazowieckich i sieradzko-łęczyckich pieczętujących się herbem Junosza, jak m.in.: Radziejowskich, Bielińskich, Kiernoskich, Załuskich, Borukowskich, Orłowskich, Karnkowskich czy Życkich. Według wielu herbarzy i przekazów Ziemak miał być w II poł. XIII w. mężem jednej z Piastówien mazowieckich, czym tłumaczono możnowładcze pochodzenie rodziny. Informacja ta nie jest jednak źródłowo potwierdzona.
Syn Ziemaka, Daćbóg, podkomorzy (1343–1363), starosta płocki i wojewoda płocki, właściciel dóbr Życk i Świniary w ziemi gostynińskiej, był też prawdopodobnie pierwszym właścicielem dóbr w Rościszewie z nadania książęcego. Jego potomkowie to m.in. syn Gotard z Życka, wieloletni sędzia ziemski płocki (1365–1408) i negocjator traktatów z Krzyżakami, wnuk – Adam z Życka, kasztelan gostyniński (1432–1446), i prawnuk – Ziemak, łowczy płocki (1437–1471), piszący się z Rościszewa.
Rościszewscy swoje nazwisko przyjęli od wsi Rościszewo leżącej 10 km na północ od Sierpca. Rościszewo stanowiło centrum dóbr rycerskich, obejmujących w II poł. XIV w. ok. 200 km² w 80% zalesionych terenów, leżących nad rzeką Skrwą, w granicach tamtejszej parafii (erygowanej w 1383 roku) oraz później przyłączonych kilku osiedli z parafii Skrwilno oraz wsi Borkowo Wielkie, Śniedzianowo i Kisielewo. Dobra w Rościszewie tworzyły jedną, ale nie główną, z wielu domen należących do potomków Daćboga h. Junosza, wojewody płockiego, i jeden z największych kompleksów ziemskich w ziemi płockiej.
W II poł. XVI w. doszło do wyodrębnienia sześciu linii rodziny, które pisały się odpowiednio z sześciu wsi należących do pierwotnego kompleksu dóbr. Wbrew informacjom z herbarza Paprockiego nazwiska takie jak Borkowscy, Chrapuńscy, Zamoscy, pochodzące od konkretnych wsi, nie utrwaliły się i można z pewnością stwierdzić, iż wszyscy potomkowie Ziemaka (syna Adama z Życka) używali w końcu XVI w. nazwiska Rościszewski. Dobra rościszewskie pozostawały własnością rodziny do końca XVIII w., a następnie przeszły w ręce Jeżewskich h. Jastrzębiec. Niektóre wsie, jak Borkowo Wielkie czy Polik, należały do rodziny jeszcze w latach 20. XX w.
Rościszewscy, uczestnicząc od połowy XVII w. w polskich wyprawach na Litwę i Ukrainę, i w wyniku małżeństw rotmistrza JKM, stolnika bracławskiego Jakuba Rościszewskiego i jego brata Stanisława, posła na Sejm z 1668 r., z Tysza Bykowskimi, doszli w XVIII w. do pozycji magnackiej. Stali się jedną z najbogatszych rodzin polskich na Kijowszczyźnie (klucze: makarowski, chodorkowski, lipowiecki, krasnopolski, januszpolski, kaniowski, lataniecki) i na Podolu (klucz uładowski).
Rościszewscy i ich protoplaści Junoszyce mazowieccy wydali do końca I Rzeczypospolitej siedmiu senatorów, kilkudziesięciu urzędników ziemskich, posłów na Sejmy, wielu wojskowych i duchownych oraz co jest swoistym fenomenem co najmniej 22 absolwentów szkół wyższych.
Rościszewscy pozostawali na Mazowszu rozrodzoną, dobrze skoligaconą i zamożną rodziną szlachecką, dzieląc w XIX i XX w. losy ziemiaństwa tego obszaru. Od XIX w. w wyniku kolejnych powstań narodowych i rewolucji przemysłowych wielu jej przedstawicieli przeniosło się do miast, zasilając szeregi tworzącej się inteligencji. Rościszewscy z Ukrainy w wyniku pożogi rewolucji 1917 r. opuścili definitywnie Kijowszczyznę i Podole. Podobny los spotkał ich kuzynów z Mazowsza, którzy po przyłączeniu w 1939 r. ziemi płockiej do Rzeszy, zostali wygnani przez Niemców ze swych historycznych siedzib. Ostateczny cios ich ponad 650 letniej, ziemiańskiej obecności zadali komuniści w 1944 roku aktem założycielskim Polski Ludowej, tzw. reformy rolnej, w wyniku którego majątki ziemskie zostały rozparcelowane. W trakcie II Wojny Światowej rodzina poniosła ogromne straty osobowe i materialne, a jej wielu przedstawicieli poległo w walce lub zostało zamordowanych przez okupantów. Wielu za swoją bohaterską postawę zostało udekorowanych orderami bojowymi oraz ratując Żydów zostało uznanych za Sprawiedliwych wśród Narodów Świata. Po wojnie ocaleni członkowie rodziny rozpoczęli życie w dużych polskich miastach, jak Warszawa, Kraków, Gdańsk, wybierając głównie tzw. wolne zawody lub karierę naukową w kraju, a często też i zagranicą.

## Członkowie rodziny

### Okres przedrozbiorowy
- Stanisław Rościszewski, syn Ziemaka z Rościszewa, dworzanin ks. Janusza II Mazowieckiego, podstoli płocki (1477–1496),
- Adam Rościszewski, kasztelan raciąski (1576),
- Wojciech Rościszewski, ks. jezuita i profesor teologii (1601),
- Zygmunt Rościszewski, ks. biskup nominat przemyski (1611),
- Jakub Rościszewski, rotmistrz JKM, poseł na sejm, stolnik bracławski i uczestnik odsieczy wiedeńskiej z 1683 roku,
- Krzysztof Rościszewski, podstoli i sędzia kapturowy trocki (1721),
- Bartłomiej Rościszewski, kasztelan rypiński (1731),
- Jakub Rościszewski (1708–1762), chorąży gwardii JKM, wicewojewoda płocki, łowczy dobrzyński,
- Franciszek Jakub Rościszewski, kapitan wojsk pancernych, ks. jezuita, rektor i profesor Akademii Wileńskiej (1745),
- Franciszek Ignacy Rościszewski, kasztelan sierpski (1777),
- Jan Rościszewski (1698–1772), ks. jezuita, rektor kolegiów jezuickich w Płocku i w Warszawie,
- Kajetan Rościszewski (1725–1795), łowczy kijowski, później ks. kanonik kijowski, kawaler Orderu Św. Stanisława i członek KEN,
- Kazimierz Rościszewski (1745–1824), chorąży owrucki, pułkownik Wojsk Wlk. Ks. Litewskiego, marszałek szlachty kijowskiej,
- Fabian Rościszewski (zm. 1789) – podstoli dobrzyński (1752–1786), poseł na sejm konwokacyjny 1764 roku z ziemi dobrzyńskiej,
- Jan Rościszewski, kapitan Gwardii Pieszej Koronnej i poseł na Sejm Czteroletni,
- Piotr Paweł Rościszewski, podstoli przasnyski, starosta janowski, poseł na Sejm w 1773 r.

### XIX w.
- Walenty Rościszewski (1779–1850), ziemianin, marszałek szlachty guberni kijowskiej i wybitny wolnomularz,
- Augustyn Rościszewski, porucznik artylerii konnej Ks. Warszawskiego, kawaler złotego krzyża Virtuti Militari (1812),
- Adolf Dominik Rościszewski, powstaniec 1831 r., porucznik w oddziałach jazdy gen. Dwernickiego, ziemianin z majątku Humińce na Podolu,
- Józef Rościszewski, ziemianin, dowódca Gwardii Ruchomej Powstańczej obwodu płockiego w 1831 r.,
- Julian Rościszewski (1812–1871) z Wierznicy, ziemianin, uczestnik partyzantki Zaliwskiego po Powstaniu Listopadowym i dwukrotny zesłaniec na Sybir,
- Maciej Rościszewski (1783–1855), sędzia Sądu Najwyższego w Warszawie (1838) i założyciel Towarzystwa Naukowego Płockiego (1820), wolnomularz,
- Adam Rościszewski (1774–1844) z Żurawic Długich, ziemianin, historyk, bibliofil, wydawca, dobrodziej Ossolineum, Muzeum Czeskiego w Pradze i wielu innych,
- Zygmunt Rościszewski (1839–1900) z Borowic, ziemianin, powstaniec 1863 r. i wydawca Korespondenta Płockiego,
- Walenty Rościszewski, Prezydent Suwałk w 1861 r.,
- Tadeusz Rościszewski, ostatni naczelnik cywilny powiatu płockiego w Powstaniu Styczniowym,
- Leon Józef Rościszewski (1843–1934), powstaniec 1863 r., kawaler Krzyża Niepodległości z Mieczami,
- Hipolit Rościszewski (1858–1924), uczeń Mendelejewa i nauczyciel przyrody w płockich gimnazjach.

### XX i XXI wiek
- Marcelina z Dąmbrowskich Rościszewska (1875–1949) z Niedroża, przełożona płockiego gimnazjum żeńskiego, bohaterska obrończyni Płocka w 1920 roku, odznaczona Krzyżem Walecznych,
- Janina ze Śmieciuszewskich Rościszewska (1904–1994), ziemianka z Będkowic, sanitariuszka, obrończyni Płocka w 1920 r., odznaczona Krzyżem Walecznych, autorka autobiograficznej powieści „Panienoczka”, Sprawiedliwa wśród Narodów Świata,
- Feliks Rościszewski (1875–1932) z Chrcynna, ziemianin, filantrop,
- Jan Rościszewski (1897–1939), ziemianin z Bromierzyka i Romanowa, żołnierz POW, ochotnik 5 pułku ułanów i 201 pułku szwoleżerów w wojnie 1918–1920 roku, kawaler Krzyży Walecznych, rozstrzelany w Warszawie przez Niemców,
- Antoni Rościszewski (1897–1974) z Bromierzyka, dyrektor i naczelny inżynier fabryki Ursus, konstruktor polskiej broni pancernej i maszynowej.
- Stanisław Rościszewski (1891–1971) z Bromierzyka, ekonomista, delegat Polski do międzynarodowych instytucji gospodarczych, dyrektor generalny Polskiego Instytutu Rozrachunkowego,
- Lech Rościszewski (1897–1994) z Niedroża i Będkowic, ochotnik 4 pułku ułanów zaniemeńskich w wojnie 1918–1920 roku, odznaczony Krzyżami Walecznych, w okresie II Wojny w krakowskiej Delegaturze Rządu na Kraj, Sprawiedliwy wśród Narodów Świata,
- Józef Rościszewski (1859–1941) z Kosin Starych, ks. kanonik płocki i profesor seminarium, męczennik, zamordowany przez Niemców w KL Soldau (Działdowo),
- Stefan Rościszewski (1894–1941) z Bromierzyka, oficer rez. kawalerii, ziemianin, zamordowany w KL Auschwitz,
- Adam Rościszewski (1901–1979) z Brudzenia, ziemianin, ekonomista, porucznik rez. kawalerii, odznaczony Krzyżem Walecznych za Wojnę 1939 roku,
- Jerzy Adam Rościszewski (1903–1949) z Tymoszówki, rotmistrz kawalerii, jeździec sportowy i hodowca koni wyścigowych, kwatermistrz 3 pułku ułanów śląskich w Wojnie 1939 r., odznaczony Krzyżem Walecznych,
- Stanisław Rościszewski (1898–1966) z Borkowa, major WP, powstaniec śląski, szef łączności Armii Kraków w 1939 r.,
- Karol Rościszewski (ok. 1880–1949) z Tymoszówki, dyrektor w MSZ, konsul generalny RP w Rzymie i Mediolanie w latach 30. XX w.,
- Witold Rościszewski Rothenburg (1901–1943) z Kornii, adwokat, porucznik rez. kawalerii, twórca ONR Falanga i ONR Pobudka, w okresie II Wojny m.in. szef wywiadu Wachlarza oraz komórki likwidacyjnej Delegatury Rządu na Kraj, zamordowany prawdopodobnie w KL Sachsenhausen, Sprawiedliwy wśród Narodów Świata,
- Zofia Rościszewska (1918–1949) z Kornii, sanitariuszka batalionu „Czata 49” ps. Róża, żołnierz AK, odznaczona Virtuti Militari i Krzyżami Walecznych za Powstanie 1944 roku,
- Michał Rościszewski (1930–1944), żołnierz batalionu „Czata 49”, poległ na Starym Mieście w czasie Powstania Warszawskiego, odznaczony Krzyżem Walecznych,
- Rita Rościszewska z Kosara, pisarka i poetka we Francji, właścicielka zamku w Mougny,
- Marcin Maria Rościszewski (1929–2002) z Romanowa, powstaniec warszawski, profesor geografii i geopolityki w PAN, wykładowca na wielu uniwersytetach europejskich, dr h.c. Uniwersytetów w Aix en Provence i Saragossie,
- Andrzej Rościszewski (1930–2019) z Brudzenia, adwokat, po 1989 roku dziekan Okręgowej Rady Adwokackiej w Warszawie, wybitny żeglarz, kawaler Orderu św. Sylwestra,
- Jan Rościszewski (ur. 1929) z Bromierzyka, dr Politechniki Warszawskiej, profesor fizyki i aerodynamiki na Uniwersytecie Harvarda i Berkeley, przedsiębiorca w San Diego CA,
- Paweł Rościszewski(inne języki) (1928–2025) z Bromierzyka, docent chemii, specjalista od polimerów,
- Janina Rościszewska (Jona) (ur. 1932) z Będkowic, lekarz, pediatra w Krakowie, społecznik, Sprawiedliwa wśród Narodów Świata
- Teresa z Komornickich Rościszewska (ur. 1942), etnograf, przedsiębiorca w Krakowie,
- Maria z Łepkowskich Rościszewska, profesor zootechniki Akademii Rolniczej w Krakowie,
- Krzysztof Rościszewski (1940–2016) z Niedroża, pedagog, reżyser, dyrektor teatrów m.in. w Olsztynie,
- Michał Rościszewski (1925–2019) z Niedroża, kpr. podchorąży AK batalionu Skala, odznaczony Krzyżem Walecznych, profesor architektury i urbanistyki w Gliwicach, Sprawiedliwy wśród Narodów Świata,
- Jeremiasz Rościszewski (ur. 1934) z Romanowa, architekt i urbanista, główny projektant planu ogólnego dla m. st. Warszawy w 1992 r.,
- Jerzy Rościszewski (1934–2020) z Będkowic, przedsiębiorca, pierwszy prezydent m. Krakowa po 1989 roku,
- Wojciech Rościszewski (ur. 1937) z Malanowa, rolnik, hodowca koni i sędzia hipiczny,
- Jakub Rościszewski (1960–2018), z Warszawy, geolog, przedsiębiorca budowlany, producent jachtów,
- Monika Rościszewska Woźniak (ur. 1958), psycholog kliniczny, inicjatorka nowoczesnych systemów przedszkolnych w Polsce,
- Agnieszka Wielowieyska (ur. 1964), historyczka, dyplomatka, ambasador tytularna RP, b. dyrektorka w MSZ i KPRM,
- Jan Emeryk Rościszewski (ur. 1965), z Warszawy, historyk, finansista, prezes towarzystw ubezpieczeniowych, wiceprezes PKO Banku Polskiego, Kawaler Maltański, szpitalnik Zakonu Maltańskiego w Polsce.